# Nejslušnější hráč (ELH)
Nejslušnější hráč bylo ocenění pro hokejistu české hokejové extraligy, který na ledě nejvíce vyznával fair play hru. Toto ocenění sponzorovala a udělovala ČTK.

## Držitelé
| Sezóna    | Hráč             | Tým                     |
| --------- | ---------------- | ----------------------- |
| 1993/1994 | David Výborný    | HC Sparta Praha         |
| 1994/1995 | Roman Meluzín    | AC ZPS Zlín             |
| 1995/1996 | Ondřej Kratěna   | HC Olomouc              |
| 1996/1997 | Radek Bělohlav   | HC České Budějovice     |
| 1997/1998 | Antonín Stavjaňa | HC Petra Vsetín         |
| 1998/1999 | Roman Meluzín    | HC ZPS Barum Zlín       |
| 1999/2000 | František Ptáček | HC Sparta Praha         |
| 2000/2001 | Marek Uram       | HC JME Znojemští Orli   |
| 2001/2002 | David Hruška     | HC Chemopetrol          |
| 2002/2003 | Ondřej Kratěna   | HC Sparta Praha         |
| 2003/2004 | František Ptáček | HC Energie Karlovy Vary |
| 2004/2005 | Martin Procházka | HC Rabat Kladno         |
| 2005/2006 | Jan Novák        | HC Slavia Praha         |
| 2006/2007 | Petr Kumstát     | HC Energie Karlovy Vary |
| 2007/2008 | Petr Ton         | HC Sparta Praha         |
| 2008/2009 | Jakub Sklenář    | HC Slavia Praha         |
| 2009/2010 | Rastislav Špirko | HC Eaton Pardubice      |
| 2010/2011 | Pavel Vostřák    | HC Plzeň 1929           |
| 2011/2012 | Viktor Ujčík     | HC Vítkovice Steel      |
| 2012/2013 | Petr Ton         | HC Sparta Praha         |
| 2013/2014 | Lukáš Pech       | HC Sparta Praha         |
| 2014/2015 | Erik Hrňa        | HC Oceláři Třinec       |
| 2015/2016 | Petr Holík       | PSG Zlín                |